# ليون بايلي
ليون بايلي (بالإنجليزية: Leon Bailey) (مواليد 9 أغسطس 1997 في كينغستون، جامايكا) هو لاعب كرة قدم جامايكي، يلعب لصالح أستون فيلا في الدوري الإنجليزي الممتاز و‌منتخب جامايكا لكرة القدم في مركز الجناح.

## مسيرته الكروية

### الأندية
إنضم إلى نادي جينك عام 2015 قادمًا من نادي ترنتشين. لعب أول مباراة له في الدوري البلجيكي الممتاز يوم 21 أغسطس 2015، عندما دخل في الدقيقة 62 كبديل، في المباراة التي خسرها فريقه بنتيجة 3-1 أمام نادي سينت ترويدن. في 21 نوفمبر 2015، سجل هدفه الأول مع الفريق في المباراة أمام نادي آود هيفرلي لوفين. في نهاية الموسم مُنِح جائزة أفضل لاعب شاب في الدوري البلجيكي لموسم 2015\2016.

### المنتخب
خاض أول مباراة له مع المنتخب الجامايكي تحت 23 سنة في 8 مارس 2015، ضد جزر كايمان، وسجل خلالها هدف من ركلة حرة مباشرة.

## روابط خارجية
- ليون بايلي على موقع الاتحاد الأوربي (الإنجليزية)
- ليون بايلي على موقع قاعدة بيانات كرة القدم.إي يو (الإنجليزية)
- ليون بايلي على موقع ليكيب (الفرنسية)
- ليون بايلي على موقع ناشيونال فوتبول تيمز (الإنجليزية)
- ليون بايلي على موقع Soccerbase.com (لاعب) (الإنجليزية)
- ليون بايلي على موقع Soccerway.com (الإنجليزية)
- ليون بايلي على موقع عالم كرة القدم.نت (الإنجليزية)
- ليون بايلي على موقع AS.com (الإسبانية)